# Moval
Moval là một làng và xã tại tỉnh Territoire de Belfort, vùng Bourgogne-Franche-Comté, đông bắc Pháp. Vào ngày 1 tháng 1 năm 2019, xã này được sáp nhập vào xã Meroux-Moval.

## Thông tin nhân khẩu
Theo điều tra nhân khẩu năm 1999, xã này có dân số 250.